# Jade (DC Comics)
Jade, echte naam Jennie-Lynn Hayden, is een fictieve superheld uit de strips van DC Comics. Ze werd bedacht door Roy Thomas en Jerry Ordway.
Jade is de dochter van Alan Scott, de originele Green Lantern. Haar moeder was Rose, alias de schurk Thorn.

## Biografie

### Oorsprong
Jade's moeder, Rose, was korte tijd getrouwd met Alan Scott, maar vluchtte nadat hun kinderen waren geboren uit angst dat ze hen kwaad zou doen. Ze gaf haar kinderen op voor adoptie. Jennie werd geadopteerd door een koppel uit Milwaukee. Lange tijd wist ze niet dat haar vader een superheld was, en dat ze een tweelingbroer had. Later ontmoette ze haar broer, en ontdekte ze dat ze superkrachten had. Samen richtten ze de groep Infinity Inc. op.
Omdat Alan Scott was blootgesteld aan de magische energie van zijn ring, werden zijn kinderen geboren met superkrachten. Jade’s primaire krachten leken sterk op die van de Green Lanterns, met als verschil dat Jade geen Power Ring nodig had om deze krachten te gebruiken en ze ook niet bij hoefde te laden. Tevens beschikte ze over haar moeders controle over planten. Eenmaal verloor Jade haar krachten, maar ze werden hersteld door Kyle Rayner toen die zelf de krachten van Ion had. Kyle had Jade tevens een plaats in het Green Lantern Corps.
Jade had lange tijd een relatie met Kyle, en ook tijdelijk met Access.
Jade kwam om het leven tijdens een missie om Alexander Luthor, Jr. ervan te weerhouden het universum op te splitsen in een multiversum. Bij haar dood werden haar krachten overgedragen op Kyle.

### Nieuwe Jade
In de serie “52” dook een vrouw genaamd Nicki Jones op, die lid was van de nieuwe Infinity, Inc. onder de naam "Jade". Ze was een vegetarische kunststudent uit San Francisco, met de gave om gloeiende lianen te laten groeien uit haar vingers. Tevens kon ze vliegen en groene energie gebruiken.

### One Year Later
In de “One Year Later” serie verscheen de geest van de originele Jade nog eenmaal aan haar vader, die in coma lag na een aanval van de Gentleman Ghost. Ze gaf hem nog een deel van haar energie.